# Thomas Karban
Thomas Karban (* 6. Januar 1966; † 27. Juni 1996 in Bonn) war ein deutscher Musikwissenschaftler, Filmhistoriker, Journalist, Herausgeber und Musikproduzent, der in den 1980er und 1990er Jahren zahlreiche Soundtrack-Produktionen betreute.

## Leben und Werk
Thomas Karban, geboren 1966, studierte zuerst Musikwissenschaft in Bonn und Hamburg. Von 1987 bis 1995 arbeitete Karban neben dem Studium unter anderem als freischaffender Autor gemeinsam mit den befreundeten Journalisten Thomas Müthing und Matthias Büdinger für das Magazin Der deutsche Filmmusik-Dienst als Herausgeber, Chefredakteur, Journalist und Filmmusikkritiker. Es erschienen insgesamt 31 Ausgaben. Zuvor war Karban bereits als Rezensent für das Fachmagazin die Filmharmonischen Blätter tätig gewesen.
Karban arbeitete seit Ende der 1980er Jahre darüber hinaus auch als Musikproduzent und Musikberater in Hamburg für das Soundtrack Label Silva Screen und für die EDEL Music Publishing. Gemeinsam mit dem US-amerikanischen Komponisten und Dirigenten William Motzing ließ er zu Beginn der 1990er Jahre zahlreiche großorchestrale Einspielungen mit verschiedenen Prager Orchestern wie dem City of Prague Philharmonic Orchestra oder dem Prague Philharmonic Orchestra vornehmen. Er betreute Produktionen international renommierter Komponisten wie Dov Seltzer, Michael J. Lewis, Bill Conti oder Peer Raben. Als langjähriger Kenner und Begleiter der Filmmusikszenerie führte er selbst zahlreiche Interviews (unter anderem mit Robert Folk dem US-amerikanischen Stammkomponisten der Police-Academy-Reihe).
Als kritischer Journalist bezog Karban auch immer wieder kontrovers Stellung zu Fragen des Musik-Budgets eines Films oder der musikalischen Rechte des Komponisten. Karban schrieb neben seiner Arbeit für den Filmmusik-Dienst auch zahlreiche Artikel, Kritiken und Rezensionen zu filmmusikalischen oder filmhistorischen Themen für verschiedene andere Fachzeitschriften, wie dem film-dienst, der Film-Zeit oder der Neuen Zeitschrift für Musik. Als Filmhistoriker kritisierte er in Beiträgen auch das Neue deutsche Kino für das Fehlen einer aktiven Filmmusik Tradition.

## Rezeption
„Der Soundtrackproduzent Thomas Karban nennt mit der Musik Peer Rabens zum Film Happy Birthday, Türke ein sehr augenfälliges Beispiel dafür, wie die Musik in einem anderen Sinn eingesetzt wird, als in dem, für den sie ursprünglich komponiert wurde.“

Karban selbst bemühte sich zeitlebens aktiv um das Sammeln und Archivieren von Originalpartituren und filmmusikalischen Aufnahmen. Einen seiner letzten öffentlichen Auftritte hatte er als musikalischer Berater und Kommentator zur Filmdokumentation in Der Klang der Bilder (1995) von Regisseur Marcus O. Rosenmüller.
Karban verstarb am 27. Juni 1996 nach kurzer schwerer Krankheit im Alter von 30 Jahren in Bonn.

## Diskografie (Auswahl)

### Als Produzent
- 1987: Hanna's War/Assisi Underground (Dov Seltzer)
- 1992: Music from the Films of Jean-Claude Van Damme, Vol. 2
- 1992: Masters of the Universe (Bill Conti)
- 1994: Visions of Sound
- 1994: Fantastic Voyage: Science Fiction Film Music
- 1995: Jurassic Park & Others: The Classic John Williams
- 1995: Ghost: Classic Fantasy Film Music, Vol. 2
- 1995: Gala Night: Classic Songs from Shows
- 1995: Cliffhangers: Action and Adventure in the Movies
- 1996: Music from the Films of Sean Connery [Silva Screen]

### Als musikalischer Berater
- 1989: Cyborg (Sequencing für Kevin Bassinson)
- 1990: American Ninjas and Fighters (Sequencing und Berater für George S. Clinton)
- 1995: Music from the Films of Charles Bronson
- 1995: River of Death (Sequencing für Sasha Matson)